# بلدية فالديمارشفيك
بلدية فالديمارشفيك (بالسويدية:Valdemarsviks kommun)هي بلدية تقع في مقاطعة اوسترغوتلاند في جنوب شرقي مملكة السويد. مركزها مدينة فالديمارشفيك.

## المراكز السكنية في بلدية فالديمارشفيك
- رينغاروم
- غوسوم
- غريت
- فالديمارشفيك